# Умершие в октябре 1998 года
Это список известных людей, соответствующих установленным критериям значимости (см. Википедия:Критерии значимости персоналий), умерших в октябре 1998 года.
Причина смерти указывается лишь в исключительных случаях (убийство, самоубийство, гибель в результате военных действий, смертная казнь, ДТП или несчастные случаи). В остальных случаях — не указывается.
- 2 октября — Джин Отри (91) — американский кантри-исполнитель, чьё имя значится на голливудской «Аллее славы».
- 2 октября — Рафик Тургунбеков (69) — советский и киргизский правовед, член-корреспондент Национальной академии наук Киргизской Республики, член Комитета конституционного надзора Советского Союза.
- 3 октября — Родди Макдауэлл (70) — американский актёр британского происхождения («Планета обезьян», «Клеопатра», «За бортом» и др. фильмы).
- 6 октября — Ролан Быков (68) — актёр и кинорежиссёр, Народный артист СССР.
- 6 октября — Владимир Колбунов (87) — участник Великой Отечественной войны, Герой Советского Союза.
- 6 октября — Семён Лебедев (78) — участник Великой Отечественной войны, Герой Советского Союза.
- 7 октября — Арнольд Джейкобс (83) — американский тубист и музыкальный педагог.
- 7 октября — Семён Ислюков (83) — советский политический деятель, 1-й секретарь Чувашского областного комитета КПСС (1955—1968).
- 8 октября — Геннадий Забелин (72) — советский футболист и тренер, спортивный функционер.
- 8 октября — Борис Сапсович (77) — главный конструктор ФАР для РЛС.
- 8 октября — Олин Эгген (79) — американский астроном.
- 8 октября — Лия Элиава (64) — советская и грузинская актриса театра и кино, народная артистка Грузинской ССР.
- 10 октября — Константин Петржак (91) — один из основателей советской экспериментальной ядерной физики, знаковая фигура советского атомного проекта.
- 11 октября — Григорий Кисунько (80) — советский учёный в области радиоэлектроники, один из создателей советской системы противоракетной обороны.
- 12 октября — Александр Богатырёв (49) — артист балета, народный артист РСФСР; сердечный приступ[1].
- 12 октября — Армас Йокио (фин. Armas Taisto Jokio) (80) — финский киноактёр и оперный певец.
- 12 октября — Мэтью Шепард (21) — американский студент, гей, получивший известность как жертва преступления, совершённого на почве ненависти к геям.
- 13 октября — Валерий Полуновский (78) — участник Великой Отечественной войны, Герой Советского Союза.
- 13 октября — Дмитрий Филиппов (54) — российский, советский политический и государственный деятель, крупный организатор промышленного производства; заказное убийство.
- 13 октября — Леонид Фитов (80) — молдавский и советский скульптор и художник.
- 14 октября — Пётр Белинник (92) — украинский советский оперный певец.
- 15 октября — Фёдор Антонов (75) — полный кавалер ордена Славы.
- 15 октября — Николай Лазурко (86) — полный кавалер ордена Славы.
- 15 октября — Нургиса Тлендиев (73) — казахский композитор, дирижёр, домбрист.
- 16 октября — Виктор Алабин (71) — советский спортсмен, тренер и педагог.
- 16 октября — Пётр Дементьев (84) — советский футболист.
- 16 октября — Джон Постел (55) — один из основных авторов сетевых протоколов, применяемых в сети Интернет: IP, ICMP, TCP, UDP, Telnet, FTP, DNS.
- 16 октября — Василий Суслов (77) — участник Великой Отечественной войны, Герой Советского Союза.
- 17 октября — Джоан Хиксон (англ. Joan Hickson, 92) — английская актриса, воплотившая образ мисс Марпл в серии телевизионных фильмов BBC.
- 17 октября — Николай Тимофеев (78) — участник Великой Отечественной войны, Герой Советского Союза.
- 17 октября — Тимофей Щербанёв (75) — участник Великой Отечественной войны, Герой Советского Союза.
- 19 октября — Файрахман Фаизов (76) — Герой Социалистического Труда.
- 21 октября — Виктор Волков (81) — участник Великой Отечественной войны, Герой Советского Союза.
- 21 октября — Виктор Розенцвейг (85) — российский лингвист, доктор филологических наук, специалист по теории перевода; организатор науки.
- 21 октября — Татьяна Толмачева (91) — выдающаяся советская фигуристка, тренер, основоположник советской школы фигурного катания. Заслуженный мастер спорта СССР.
- 23 октября — Валерий Гинзбург (73) — советский кинооператор, младший брат Александра Галича.
- 23 октября — Александр Западов (91) — русский советский литературовед, писатель.
- 24 октября — Николай Мамаев (74) — участник Великой Отечественной войны, Герой Советского Союза.
- 25 октября — Владислав Дзядык (79) — советский украинский математик.
- 25 октября — Альгис Жюрайтис (70) — литовский и российский дирижёр, народный артист РСФСР, дирижёр Большого театра.
- 27 октября — Джон, Розамунд (85) — британская киноактриса.
- 28 октября — Алоиз Бренч (69) — латвийский режиссёр, сценарист, мастер остросюжетного кино.
- 28 октября — Джеймс Голдмен (71) — американский драматург и сценарист, обладатель кинопремии «Оскар».
- 28 октября — Тед Хьюз (68) — английский поэт и детский писатель.
- 30 октября — Николай Кузнецов (83) — советский футболист.
- 31 октября — Василий Крышкин (72) — красноармеец Рабоче-крестьянской Красной Армии, участник Великой Отечественной войны, Герой Советского Союза.